# Psallus breviceps
Psallus breviceps är en insektsart som beskrevs av Reuter 1909. Psallus breviceps ingår i släktet Psallus och familjen ängsskinnbaggar. Inga underarter finns listade i Catalogue of Life.